# Peter Altmeier
Johann Peter Altmeier (Saarbrücken, 12 augustus 1899 – Koblenz, 28 augustus 1977) was een Duitse politicus van de Christlich Demokratische Union Deutschlands (CDU). Tussen 1947 en 1969 was hij minister-president van de deelstaat Rijnland-Palts en daarmee de langstzittende Duitse regeringsleider die ononderbroken regeerde.

## Biografie
Peter Altmeier werd geboren in Saarbrücken en groeide op in Koblenz. In zijn tienerjaren vocht hij mee in Eerste Wereldoorlog, maar werd in 1918 krijgsgevangen genomen door het Franse leger. Na zijn terugkeer in Koblenz volgde hij een opleiding aan de handelsschool en was hij werkzaam bij een levensmiddelengroothandel, waarvan hij later de eigenaar werd. Altmeier trouwde in 1925 en kreeg twee kinderen. Schilder en graficus Hanns Altmeier was zijn broer.

### Politieke loopbaan
In 1919, ten tijde van de Weimarrepubliek, sloot Altmeier zich aan bij de Windthorstbund, de toenmalige jongerenorganisatie van de katholieke Zentrumspartei. Namens die partij veroverde hij in 1929 een zetel in de gemeenteraad van Koblenz, maar gaf deze in 1933 weer op toen de NSDAP aan de macht was gekomen. Na de Tweede Wereldoorlog werd Altmeier opnieuw politiek actief en was hij in Koblenz betrokken bij de oprichting van de lokale Christlich-Demokratischen Partei (CDP), waarvan hij kort daarna de voorzitter werd. Door de toenmalige Franse militaire regering werd hij in mei 1946 aangewezen als districtshoofd van het Regierungsbezirk Montabaur.
Na de stichting van de deelstaat Rijnland-Palts in 1946 werd Altmeier lid van de Beratende Landesversammlung, het voorlopige deelstaatparlement. In februari 1947 vormde zijn CDP, samen met andere christendemocratische partijen uit de regio, de CDU. Toen enkele maanden later, voorafgaand aan de oprichting van de Landdag van Rijnland-Palts, de eerste deelstaatverkiezingen werden gehouden, kwam de CDU met 47,2% van de stemmen als grootste partij uit de bus. Altmeier werd verkozen in de Landdag en in juli 1947 benoemd tot minister-president van Rijnland-Palts. Hij volgde daarmee zijn partijgenoot Wilhelm Boden op. In Altmeiers eerste kabinet waren alle verkozen partijen vertegenwoordigd (CDU, SPD, FDP en KPD). Na de verkiezingen van 1951 vormde hij een regering met de liberale FDP.

#### Minister-president van Rijnland-Palts
Peter Altmeier zou het minister-presidentschap van Rijnland-Palts ruim twee decennia bekleden en in die periode zes kabinetten leiden. Onder zijn leiding werd de CDU bij zes opeenvolgende Landdagverkiezingen (1947, 1951, 1955, 1959, 1963 en 1967) telkens de grootste partij. In 1955 en 1959 behaalden de christendemocraten zelfs een absolute meerderheid, maar in plaats van de CDU in haar eentje te laten regeren, gaf Altmeier er de voorkeur aan de coalitie met de FDP in stand te houden. Naast regeringsleider diende Altmeier tevens als minister van Economie (1948–1967) en minister van Binnenlandse Zaken (1949–1951).
Als minister-president spande Altmeier zich in om in de kunstmatig gevormde deelstaat Rijnland-Palts een gevoel van saamhorigheid te ontwikkelen. Een belangrijke stap in deze kwestie was de verhuizing van de deelstaatregering en de Landdag van Koblenz naar Mainz in 1950. Altmeier, zelf afkomstig uit Koblenz, had hier persoonlijk campagne voor gevoerd om ook in Mainz en omliggende regio's een 'staatsbewustzijn' te creëren. Toch bleef hij gedurende zijn gehele ambtsperiode te maken hebben met het steeds oplaaiende debat om de voormalige grenzen van de Pruisische en Beierse gebieden te herstellen en het grondgebied van Rijnland-Palts te verdelen over Noordrijn-Westfalen, Hessen, Beieren en Baden-Württemberg. In 1956 sprak de bevolking in een petitie de wens uit om hierover een referendum te houden, dat echter bijna twintig jaar op zich liet wachten. In januari 1975 werd uiteindelijk noch het noodzakelijke quorum, noch een meerderheid voor de plannen behaald. Hierdoor bleef de deelstaat bestaan en behield zij haar grenzen zoals die in 1946 waren bepaald.
Onder Altmeier werd sterk geïnvesteerd in de industrialisatie van Rijnland-Palts. In de jaren vijftig vervingen industrie en handel er de landbouw als grootste werkgever. Ook de aanleg van de Vliegbasis Ramstein (1951) en de opening van de Moezel-scheepsroute (mei 1964) golden als belangrijke economische verwezenlijkingen. Tevens zette Altmeier zich in om de economische samenwerking met Frankrijk na de oorlog te herstellen.

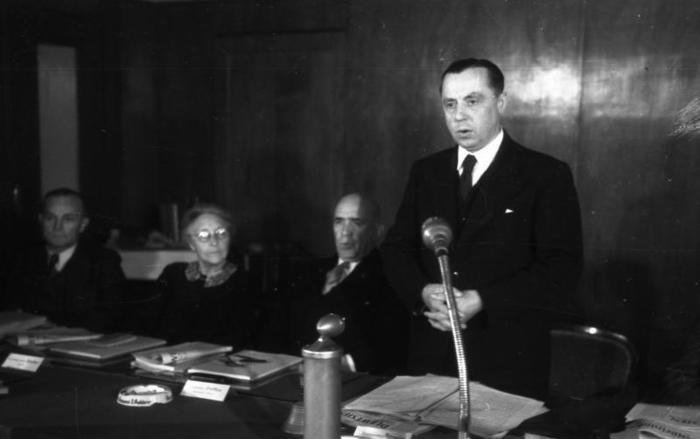
Altmeier tijdens de Rittersturz-Konferenz in 1948

Op nationaal niveau speelde Altmeier eveneens een rol van betekenis. In juli 1948 was hij bijvoorbeeld voorzitter van de Rittersturz-Konferenz, waarbij hij de andere West-Duitse regeringsleiders in Koblenz ontving om de oprichting van de BRD en een nieuwe grondwet te bespreken. Tweemaal diende hij als voorzitter van de Bondsraad (1954–1955 en 1965–1966). Begin jaren zestig stond hij tevens aan de basis van de ZDF, die zich in Mainz vestigde en waarvan hij werd benoemd tot voorzitter van de raad van bestuur.
In 1969 trad Altmeier terug als minister-president ten gunste van zijn partijgenoot Helmut Kohl. Zijn vertrek was niet geheel vrijwillig, maar Kohl was hem in 1966 al opgevolgd als CDU-voorzitter in Rijnland-Palts en het was binnen de partij geen geheim dat Kohl, als vertegenwoordiger van een nieuwe generatie, vroeg of laat ook naar voren geschoven zou worden als minister-president. Met een ambtsperiode van bijna 22 jaar is Altmeier de langstzittende minister-president die zonder onderbreking een Duitse deelstaat regeerde. Bernhard Vogel regeerde weliswaar nog langer (ruim 23 jaar), maar deed dit in twee afzonderlijke periodes en bovendien in twee verschillende deelstaten.
In 1971 deed Altmeier ook afstand van zijn zetel in de Landdag. Hij overleed in 1977 op 78-jarige leeftijd.

## Onderscheidingen
Peter Altmeier werd onder meer onderscheiden met het Grootkruis van de Bondsrepubliek Duitsland (1953), het ereburgerschap van de stad Koblenz (1959) en de Saarlandse Orde van Verdienste (1976). In Koblenz werd ter nagedachtenis aan hem een monument opgericht en in Bruttig-Fankel werd een brug naar hem vernoemd.